# Ian Burns (snookerzysta)
Ian Burns (ur. 11 marca 1985 w Preston) – angielski snookerzysta. Jest nieprzerwanie członkiem profesjonalnej trasy od 2012 roku.

## Kariera

### Lata amatorskie i kwalifikacje do touru zawodowego
Ian Burns zaczął grać w snookera w wieku 11 lat, a już rok później osiągnął swój pierwszy break stupunktowy. Początkowo pracował zawodowo, ale w latach 2006-2010 brał udział w turniejach Pontin's International Open Series, aby móc wskoczyć na poziom zawodowy w głównym tourze . Aby tego dokonać, zrezygnował z pracy w wieku 22 lat. Jego najlepszy wynik w turnieju indywidualnym przypadł na ósmy turniej ostatniego sezonu PIOS 2009/10. Przegrał dopiero w półfinale z Jackiem Lisowskim. W tym samym sezonie zajął 24. miejsce w klasyfikacji generalnej było jego najlepszym wynikiem w sezonie. Grał także w turniejach Pontins Pro-Am, a jego najlepszym wynikiem było dotarcie do ćwierćfinału Wielkiego Finału w 2008 roku.
W sezonie 2010/11 Q School z trzema turniejami zastąpiło ośmioczęściową serię PIOS jako amatorską serię kwalifikacyjną. Burns został wyeliminowany w półfinałach swojej grupy dwukrotnie w 2011 roku (przeciwko Stuartowi Carringtonowi i Chen Zhe). W 2012 roku wygrał swoją grupę w pierwszym turnieju, mimo że zmierzył się tylko z graczami, którzy mieli już doświadczenie zawodowe. Pokonał Adriana Gunnella, Nicka Dysona, Daniela Wellsa i w decydującym meczu Roda Lawlera wynikiem 4-3. Otrzymał dwuletni karnet na sezony 2012/13 i 2013/14.

### Najlepszy nowy gracz i niewiele zabrakło do udziału w trasie
W poprzednich dwóch latach Burns brał już udział w turnieju Players Tour Championship, który był częścią głównego cyklu snookerowego, ale otwarty dla amatorów. W obu sezonach dwukrotnie dotarł do 1/16 finału, pokonując takich graczy jak James Wattana i Rory McLeod. W swoim pierwszym sezonie zawodowym najbardziej udane występy odnosił na turniejach PTC. Dotarł do 1/8 finału Kay Suzanne Memorial Trophy i Munich Open, a także do ćwierćfinału Scottish Open . Zdobył wiele punktów w światowym rankingu, m.in. docierając do czwartej rundy kwalifikacyjnej w UK Championship i do finału World Open w Haikou . Pokonał już 16 najlepszych graczy, takich jak Ricky Walden i Graeme Dott, i po roku uplasował się na 68. miejscu. Występy w tym sezonie przyniosły mu nagrodę WPBSA Rookie of the Year.
Burns, który zapewnił sobie usługi trenera i menedżera byłego zawodowca Iana McCullocha, również urodzonego w Preston, rozpoczął swój drugi rok z nadzieją na utrzymanie. Ponownie dotarł do ćwierćfinału PTC, tym razem Kay Suzanne Cup, a także dwukrotnie do trzeciej rundy. Jednakże na najważniejszych turniejach jedynym wybitnym rezultatem było dotarcie do finału Australian Open. Oznaczało to, że nawet dotarcie do trzeciej rundy kwalifikacyjnej Mistrzostw Świata na koniec sezonu nie wystarczyło, aby zapewnić sobie miejsce w pierwszej 64. Jednakże zajął dobre miejsce w klasyfikacji generalnej PTC, dzięki czemu na koniec sezonu odnowiono jego status zawodowy.

### Miejsce wśród najlepszych 64 graczy
W sezonie 2014/15 nie dotarł do rundy głównej turnieju Australian Goldfields Open, w której przegrał zaledwie 4-5 z Markiem Joyce'em. Zwycięstwo nad Dominikiem Dale'em dało mu udział w głównym turnieju International Championship, a zwycięstwo nad Craigiem Steadmanem pozwoliło mu po raz pierwszy awansować do 1/8 finału turnieju rankingowego. Były to dwa najważniejsze momenty sezonu, obfitującego w porażki otwierające sezon i słabe wyniki w turnieju Players Tour Championship. W sezonie 2015/16 potrzebował jeszcze wielu punktów i odniósł kolejny sukces na początku Australian Open, gdzie dotarł do drugiej rundy 1/8 finału po zwycięstwie nad Xiao Guodongiem. Jego trzeci ćwierćfinał PTC nastąpił w Paul Hunter Classic. Po kilku mieszanych wynikach pokonał po raz pierwszy w German Masters Johna Higginsa, jednego z 16 najlepszych zawodników, i dotarł do trzeciej rundy. Po ponownym dotarciu do głównej drabinki turnieju China Open po raz pierwszy znalazł się w pierwszej 64. rankingu, a docierając do trzeciej rundy kwalifikacyjnej Mistrzostw Świata, zapewnił sobie 62. miejsce i automatycznie przedłużył swój status zawodowca.
Jednak w następnym roku miał problemy z utrzymaniem formy, gdy turnieje PTC zostały ostatecznie odwołane. Mimo że często wygrywał mecze otwarcia, podczas Welsh Open 2017 udało mu się zwyciężyć tylko dwa razy z rzędu, w tym raz ze Stephenem Maguire’em. Kiedy po zwycięstwie w pierwszej rundzie turnieju China Open osiągnął najwyższą pozycję w światowym rankingu, numer 60, wydawało się, że już prawie mu się to udało. Jednak porażka 7-10 z Ianem Preecem na Mistrzostwach Świata sprawiła, że spadł o 6 miejsc i tym samym wypadł z zawodowego touru. Ale miał szczęście, bo mimo marnych wyników i tak zajął 8. miejsce w rocznym rankingu graczy, którzy nie zakwalifikowali się. I to wystarczyło do uzyskania nowej, 2-letniej karty.

### Pośrednie przedłużenie statusu i nowy start przez Q School
Sezon 2017/18 rozpoczął się od zwycięstwa 5-3 nad dwunastym zawodnikiem świata Liang Wenbo w China Championship. Podczas turnieju Paul Hunter Classic pokonał zawodnika numer 11, Kyrena Wilsona, 4-3 i dotarł już do ćwierćfinału.  Potwierdził ten wyczyn, docierając do drugiego ćwierćfinału turnieju Welsh Open. Pokonał także czołowego gracza Neila Robertsona, który jednak znajdował się wówczas w słabszej fazie kariery. Jednak Burns stracił też sporo punktów z powodu kilku porażek w otwierających rozgrywkach i nie udało mu się zbudować solidnych fundamentów na drugi rok. Rozpoczął sezon 2018/19 na 73. miejscu, ale wygrał tylko trzy mecze w pierwszych sześciu turniejach. W International Championship ponownie pokonał Lianga i dotarł do trzeciej rundy. Następnie odniósł dwa największe sukcesy sezonu w Home Nations Series: dotarł do 1/8 finału Scottish Open i Welsh Open. W Walii nie tylko pokonał Lianga po raz trzeci, ale także szóstego zawodnika na świecie Marka Allena. Jednak dwa mniejsze turnieje miały niewielki wpływ na ranking, więc powtórzył wynik sprzed dwóch lat: 70. miejsce nie wystarczyło, aby pozostać w tourze, ale dzięki rocznemu rankingowi zyskał dwa dodatkowe lata jako zawodowiec.
Mimo że sezon 2019/20 nie przyniósł wielkich wyników, to i tak był udany. Po słabym początku Burns zawsze wygrywał przynajmniej jedną rundę w ważnych turniejach i regularnie zdobywał punkty. Po raz drugi w karierze dotarł do ostatniej rundy kwalifikacyjnej Mistrzostw Świata . Mimo że przegrał mecz o wejście do Crucible Theatre z Markiem Kingiem 6-10, pomimo prowadzenia 6-3, to na początku drugiego roku zajmował 65. miejsce w rankingu. Ale w sezonie koronawirusowym 2020/21 nie poradził sobie zupełnie. Wygrał tylko mecz otwarcia w dwóch mniejszych turniejach. Rozpoczął WST Pro Series od fazy grupowej, odnosząc 4 zwycięstwa, w tym nad Davidem Gilbertem i Martinem Gouldem, ale później stracił szansę na awans w pozostałych 3 meczach. Ostatecznie do zdobycia niezbędnych punktów pozostały mu jedynie mistrostwa świata, ale zwycięstwo nad Simonem Lichtenbergiem pozwoliło mu zająć zaledwie 65. miejsce. Oznaczało to, że niewiele zabrakło mu do zapewnienia sobie miejsca w Tourze, a tym razem żadna inna klasyfikacja mu nie pomogła. Po 9 latach musiał wrócić do Q School, aby ponownie zdobyć zawodową kwalifikację. Już w pierwszym turnieju miał okazję grać z silnymi przeciwnikami, ale decydujący mecz przegrał 2:4 z Peterem Linesem. W trzecim turnieju ponownie dotarł do finału grupy, w którym pokonał wyraźnie 4-1 młodego amatora Marka Lloyda.
Sezon 2021/22 rozpoczął się od dwóch zwycięstw w dwóch pierwszych turniejach, ale potem nadeszła długa posucha. Trzecia runda Shoot Out, będąca jego najlepszym wynikiem, nie przyniosła mu większego sukcesu w rankingu, przez co drugi rok rozpoczął z niewielkimi perspektywami. Tym razem udało mu się utrzymać formę po dobrym początku. W UK Championship w końcu udało mu się przejść przez kolejne 3 rundy. Jednak nie udało mu się osiągnąć dalszych sukcesów i na Mistrzostwach Świata z trudem awansował do drugiej rundy, pokonując rywala wynikiem 10-9. Mimo że zdobywał punkty w najważniejszych turniejach, nigdy nie udało mu się przebić poza 74. miejsce. Nie wystarczyłoby to nawet na roczną listę, ale ponieważ kilku graczy stanęło w obliczu postępowania o wykluczenie, liczbę miejsc kwalifikacyjnych rozszerzono. Burnsowi udało się awansować na jedno z czterech premiowanych miejsc i utrzymać swój status zawodowca do 2025 roku. Sezon 2023/24 przebiegał według podobnego schematu jak poprzedni.W UK Championship dotarł nawet do 48 najlepszych i minimalnie przegapił rundę główną, przegrywając 5-6 z Zhou Yuelongiem. Na Mistrzostwach Świata przetrwał dwie rundy kwalifikacyjne. Kilka innych zwycięstw miało jednak mniejsze znaczenie. 73. miejsce na początku drugiego roku było dobrą pozycją wyjściową, ale po dobrym początku w Championship League zdarzały się długie okresy bez zwycięstwa. Odpadnięcie w drugiej rundzie UK Championsip nie zostało zrekompensowane indywidualnymi sukcesami w turniejach Home Nations. Zabrakło mu dodatkowych punktów, w związku z czym spadł w rankingu i potrzebowałby znakomitego wyniku na Mistrzostwach Świata, aby pozostać w tourze. Mimo że odniósł dwa wyraźne zwycięstwa nad Minki Nutcharut i Alfiem Burdenem, Ali Carter w rundzie 3 był dla niego zbyt silny. Zajmując 82. miejsce, po raz kolejny odpadł z touru.
Następnie Burns musiał ponownie kwalifikować się poprzez Q School i, podobnie jak już dwukrotnie wcześniej, udało mu się zakwalifikować. W turnieju nr 2 dotarł do fazy play-off, w której pokonał Andrew Pagetta, który również niedawno spadł z ligi, wynikiem 4-1. Pozwoliło mu to rozpocząć 14. rok zawodowy.

## Występy w turniejach w karierze
| Ranking                      |                     | [ i ]               |                     | 68                  |                     | 89                  | 62            |               | 73            | [ ii ]        | 65            |               | 85            | [ ii ]        | 74            | [ iii ]       |               |               |               |               |               |               |               |               |               |               |               |               |               |               |               |               |
| Turnieje rankingowe          |                     |                     |                     |                     |                     |                     |               |               |               |               |               |               |               |               |               |               |               |               |               |               |               |               |               |               |               |               |               |               |               |               |               |               |
| Championship League          | nierankingowy       | nierankingowy       | nierankingowy       | nierankingowy       | nierankingowy       | nierankingowy       | nierankingowy | nierankingowy | nierankingowy | nierankingowy | RR            | RR            | RR            | RR            | RR            | RR            |               |               |               |               |               |               |               |               |               |               |               |               |               |               |               |               |
| Xi'an Grand Prix             | nie rozegrano       | nie rozegrano       | nie rozegrano       | nie rozegrano       | nie rozegrano       | nie rozegrano       | nie rozegrano | nie rozegrano | nie rozegrano | nie rozegrano | nie rozegrano | nie rozegrano | nie rozegrano | nie rozegrano | LQ            |               |               |               |               |               |               |               |               |               |               |               |               |               |               |               |               |               |
| Saudi Arabia Masters         | nie rozegrano       | nie rozegrano       | nie rozegrano       | nie rozegrano       | nie rozegrano       | nie rozegrano       | nie rozegrano | nie rozegrano | nie rozegrano | nie rozegrano | nie rozegrano | nie rozegrano | nie rozegrano | nie rozegrano | 2R            |               |               |               |               |               |               |               |               |               |               |               |               |               |               |               |               |               |
| English Open                 | nie rozegrano       | nie rozegrano       | nie rozegrano       | nie rozegrano       | nie rozegrano       | nie rozegrano       | 2R            | LQ            | 2R            | 1R            | 1R            | LQ            | LQ            | LQ            | 1R            |               |               |               |               |               |               |               |               |               |               |               |               |               |               |               |               |               |
| British Open                 | nie rozegrano       | nie rozegrano       | nie rozegrano       | nie rozegrano       | nie rozegrano       | nie rozegrano       | nie rozegrano | nie rozegrano | nie rozegrano | nie rozegrano | nie rozegrano | 2R            | 1R            | LQ            | LQ            |               |               |               |               |               |               |               |               |               |               |               |               |               |               |               |               |               |
| Wuhan Open                   | nie rozegrano       | nie rozegrano       | nie rozegrano       | nie rozegrano       | nie rozegrano       | nie rozegrano       | nie rozegrano | nie rozegrano | nie rozegrano | nie rozegrano | nie rozegrano | nie rozegrano | nie rozegrano | 1R            | LQ            | LQ            |               |               |               |               |               |               |               |               |               |               |               |               |               |               |               |               |
| Northern Ireland Open        | nie rozegrano       | nie rozegrano       | nie rozegrano       | nie rozegrano       | nie rozegrano       | nie rozegrano       | 1R            | 1R            | 2R            | 2R            | 1R            | LQ            | LQ            | 2R            | LQ            |               |               |               |               |               |               |               |               |               |               |               |               |               |               |               |               |               |
| International Championship   | nie rozegrano       | nie rozegrano       | LQ                  | LQ                  | 3R                  | 1R                  | WR            | 1R            | 2R            | LQ            | nie rozegrano | nie rozegrano | nie rozegrano | LQ            | LQ            |               |               |               |               |               |               |               |               |               |               |               |               |               |               |               |               |               |
| UK Championship              | A                   | A                   | LQ                  | 1R                  | 1R                  | 1R                  | 1R            | 1R            | 2R            | 3R            | 1R            | 1R            | LQ            | LQ            | LQ            |               |               |               |               |               |               |               |               |               |               |               |               |               |               |               |               |               |
| Shoot Out                    | nierankingowy       | nierankingowy       | nierankingowy       | nierankingowy       | nierankingowy       | nierankingowy       | 1R            | 1R            | 1R            | 3R            | 1R            | 3R            | 1R            | 2R            | 1R            |               |               |               |               |               |               |               |               |               |               |               |               |               |               |               |               |               |
| Scottish Open                | nie rozegrano       | nie rozegrano       | MR                  | nie rozegrano       | nie rozegrano       | nie rozegrano       | 3R            | 1R            | 4R            | 2R            | 1R            | LQ            | LQ            | LQ            | 1R            |               |               |               |               |               |               |               |               |               |               |               |               |               |               |               |               |               |
| German Masters               | A                   | A                   | LQ                  | LQ                  | LQ                  | LQ                  | LQ            | LQ            | LQ            | 1R            | LQ            | LQ            | LQ            | LQ            | LQ            |               |               |               |               |               |               |               |               |               |               |               |               |               |               |               |               |               |
| Welsh Open                   | A                   | A                   | 1R                  | 2R                  | 1R                  | 1R                  | 3R            | QF            | 4R            | 2R            | 1R            | LQ            | LQ            | 1R            | LQ            |               |               |               |               |               |               |               |               |               |               |               |               |               |               |               |               |               |
| World Open                   | A                   | A                   | 1R                  | LQ                  | nie rozegrano       | nie rozegrano       | 1R            | 1R            | LQ            | 1R            | nie rozegrano | nie rozegrano | nie rozegrano | LQ            | LQ            |               |               |               |               |               |               |               |               |               |               |               |               |               |               |               |               |               |
| World Grand Prix             | nie rozegrano       | nie rozegrano       | nie rozegrano       | nie rozegrano       | NR                  | DNQ                 | DNQ           | DNQ           | DNQ           | DNQ           | DNQ           | DNQ           | DNQ           | DNQ           | DNQ           |               |               |               |               |               |               |               |               |               |               |               |               |               |               |               |               |               |
| Players Championship         | DNQ                 | DNQ                 | DNQ                 | DNQ                 | DNQ                 | DNQ                 | DNQ           | DNQ           | DNQ           | DNQ           | DNQ           | DNQ           | DNQ           | DNQ           | DNQ           |               |               |               |               |               |               |               |               |               |               |               |               |               |               |               |               |               |
| Tour Championship            | nie rozegrano       | nie rozegrano       | nie rozegrano       | nie rozegrano       | nie rozegrano       | nie rozegrano       | nie rozegrano | nie rozegrano | DNQ           | DNQ           | DNQ           | DNQ           | DNQ           | DNQ           | DNQ           |               |               |               |               |               |               |               |               |               |               |               |               |               |               |               |               |               |
| World Championship           | A                   | A                   | LQ                  | LQ                  | LQ                  | LQ                  | LQ            | LQ            | LQ            | LQ            | LQ            | LQ            | LQ            | LQ            | LQ            |               |               |               |               |               |               |               |               |               |               |               |               |               |               |               |               |               |
| Dawne turnieje rankingowe    |                     |                     |                     |                     |                     |                     |               |               |               |               |               |               |               |               |               |               |               |               |               |               |               |               |               |               |               |               |               |               |               |               |               |               |
| Wuxi Classic                 | nierankingowy       | nierankingowy       | LQ                  | LQ                  | LQ                  | nie rozegrano       | nie rozegrano | nie rozegrano | nie rozegrano | nie rozegrano | nie rozegrano | nie rozegrano | nie rozegrano | nie rozegrano | nie rozegrano | nie rozegrano | nie rozegrano | nie rozegrano | nie rozegrano | nie rozegrano | nie rozegrano | nie rozegrano | nie rozegrano | nie rozegrano | nie rozegrano |               |               |               |               |               |               |               |
| Australian Goldfields Open   | NH                  | A                   | LQ                  | 1R                  | LQ                  | 2R                  | nie rozegrano | nie rozegrano | nie rozegrano | nie rozegrano | nie rozegrano | nie rozegrano | nie rozegrano | nie rozegrano | nie rozegrano | nie rozegrano | nie rozegrano | nie rozegrano | nie rozegrano | nie rozegrano | nie rozegrano | nie rozegrano | nie rozegrano | nie rozegrano | nie rozegrano | nie rozegrano |               |               |               |               |               |               |
| Shanghai Masters             | A                   | A                   | LQ                  | LQ                  | LQ                  | LQ                  | LQ            | LQ            | nierankingowy | nierankingowy | nie rozegrano | nie rozegrano | nie rozegrano | nierankingowy | nierankingowy |               |               |               |               |               |               |               |               |               |               |               |               |               |               |               |               |               |
| Paul Hunter Classic          | Minor-Ranking Event | Minor-Ranking Event | Minor-Ranking Event | Minor-Ranking Event | Minor-Ranking Event | Minor-Ranking Event | 1R            | QF            | 2R            | NR            | nie rozegrano | nie rozegrano | nie rozegrano | nie rozegrano | nie rozegrano | nie rozegrano | nie rozegrano | nie rozegrano | nie rozegrano | nie rozegrano | nie rozegrano | nie rozegrano | nie rozegrano | nie rozegrano | nie rozegrano | nie rozegrano | nie rozegrano | nie rozegrano | nie rozegrano | nie rozegrano |               |               |
| Indian Open                  | nie rozegrano       | nie rozegrano       | nie rozegrano       | LQ                  | LQ                  | NH                  | LQ            | LQ            | 1R            | nie rozegrano | nie rozegrano | nie rozegrano | nie rozegrano | nie rozegrano | nie rozegrano | nie rozegrano | nie rozegrano | nie rozegrano | nie rozegrano | nie rozegrano | nie rozegrano | nie rozegrano | nie rozegrano | nie rozegrano | nie rozegrano | nie rozegrano | nie rozegrano | nie rozegrano | nie rozegrano |               |               |               |
| China Open                   | A                   | A                   | LQ                  | LQ                  | LQ                  | 2R                  | 1R            | LQ            | LQ            | nie rozegrano | nie rozegrano | nie rozegrano | nie rozegrano | nie rozegrano | nie rozegrano | nie rozegrano | nie rozegrano | nie rozegrano | nie rozegrano | nie rozegrano | nie rozegrano | nie rozegrano | nie rozegrano | nie rozegrano | nie rozegrano | nie rozegrano | nie rozegrano | nie rozegrano | nie rozegrano |               |               |               |
| Riga Masters                 | nie rozegrano       | nie rozegrano       | nie rozegrano       | nie rozegrano       | Minor-Rank          | Minor-Rank          | 2R            | LQ            | 1R            | LQ            | nie rozegrano | nie rozegrano | nie rozegrano | nie rozegrano | nie rozegrano | nie rozegrano | nie rozegrano | nie rozegrano | nie rozegrano | nie rozegrano | nie rozegrano | nie rozegrano | nie rozegrano | nie rozegrano | nie rozegrano | nie rozegrano | nie rozegrano | nie rozegrano | nie rozegrano | nie rozegrano |               |               |
| China Championship           | nie rozegrano       | nie rozegrano       | nie rozegrano       | nie rozegrano       | nie rozegrano       | nie rozegrano       | NR            | 1R            | LQ            | LQ            | nie rozegrano | nie rozegrano | nie rozegrano | nie rozegrano | nie rozegrano | nie rozegrano | nie rozegrano | nie rozegrano | nie rozegrano | nie rozegrano | nie rozegrano | nie rozegrano | nie rozegrano | nie rozegrano | nie rozegrano | nie rozegrano | nie rozegrano | nie rozegrano | nie rozegrano | nie rozegrano |               |               |
| WST Pro Series               | nie rozegrano       | nie rozegrano       | nie rozegrano       | nie rozegrano       | nie rozegrano       | nie rozegrano       | nie rozegrano | nie rozegrano | nie rozegrano | nie rozegrano | RR            | nie rozegrano | nie rozegrano | nie rozegrano | nie rozegrano | nie rozegrano | nie rozegrano | nie rozegrano | nie rozegrano | nie rozegrano | nie rozegrano | nie rozegrano | nie rozegrano | nie rozegrano | nie rozegrano | nie rozegrano | nie rozegrano | nie rozegrano | nie rozegrano | nie rozegrano | nie rozegrano |               |
| Turkish Masters              | nie rozegrano       | nie rozegrano       | nie rozegrano       | nie rozegrano       | nie rozegrano       | nie rozegrano       | nie rozegrano | nie rozegrano | nie rozegrano | nie rozegrano | nie rozegrano | LQ            | nie rozegrano | nie rozegrano | nie rozegrano | nie rozegrano | nie rozegrano | nie rozegrano | nie rozegrano | nie rozegrano | nie rozegrano | nie rozegrano | nie rozegrano | nie rozegrano | nie rozegrano | nie rozegrano | nie rozegrano | nie rozegrano | nie rozegrano | nie rozegrano | nie rozegrano | nie rozegrano |
| Gibraltar Open               | nie rozegrano       | nie rozegrano       | nie rozegrano       | nie rozegrano       | nie rozegrano       | MR                  | 1R            | 1R            | 2R            | 1R            | 1R            | 1R            | nie rozegrano | nie rozegrano | nie rozegrano | nie rozegrano | nie rozegrano | nie rozegrano | nie rozegrano | nie rozegrano | nie rozegrano | nie rozegrano | nie rozegrano | nie rozegrano | nie rozegrano | nie rozegrano | nie rozegrano | nie rozegrano | nie rozegrano | nie rozegrano | nie rozegrano | nie rozegrano |
| WST Classic                  | nie rozegrano       | nie rozegrano       | nie rozegrano       | nie rozegrano       | nie rozegrano       | nie rozegrano       | nie rozegrano | nie rozegrano | nie rozegrano | nie rozegrano | nie rozegrano | nie rozegrano | 1R            | nie rozegrano | nie rozegrano |               |               |               |               |               |               |               |               |               |               |               |               |               |               |               |               |               |
| European Masters             | nie rozegrano       | nie rozegrano       | nie rozegrano       | nie rozegrano       | nie rozegrano       | nie rozegrano       | LQ            | LQ            | LQ            | LQ            | 2R            | 1R            | 1R            | LQ            | NH            |               |               |               |               |               |               |               |               |               |               |               |               |               |               |               |               |               |
| Dawne turnieje nierankingowe |                     |                     |                     |                     |                     |                     |               |               |               |               |               |               |               |               |               |               |               |               |               |               |               |               |               |               |               |               |               |               |               |               |               |               |
| Shoot Out                    | A                   | A                   | A                   | 1R                  | A                   | 3R                  | Ranking Event | Ranking Event | Ranking Event | Ranking Event | Ranking Event | Ranking Event | Ranking Event | Ranking Event | Ranking Event | Ranking Event | Ranking Event | Ranking Event | Ranking Event | Ranking Event | Ranking Event | Ranking Event | Ranking Event | Ranking Event | Ranking Event | Ranking Event |               |               |               |               |               |               |
| Six-red World Championship   | A                   | NH                  | A                   | A                   | A                   | A                   | A             | A             | A             | A             | nie rozegrano | nie rozegrano | LQ            | nie rozegrano | nie rozegrano |               |               |               |               |               |               |               |               |               |               |               |               |               |               |               |               |               |

1. ↑  Był amatorem.
2. 1 2  Gracze, którzy zakwalifikowali się z jednorocznego rankingu zaczynają sezon bez punktów rankingowych.
3. ↑  Gracze, którzy zakwalifikowali się z Q School zaczynają sezon bez punktów rankingowych.

| Legenda tabeli wyników              | Legenda tabeli wyników       | Legenda tabeli wyników                     | Legenda tabeli wyników                                                              | Legenda tabeli wyników                     | Legenda tabeli wyników                     |
| ----------------------------------- | ---------------------------- | ------------------------------------------ | ----------------------------------------------------------------------------------- | ------------------------------------------ | ------------------------------------------ |
| LQ                                  | odpadnięcie w kwalifikacjach | #R                                         | odpadnięcie we wczesnej fazie turnieju (WR = runda dzikich kart, RR = faza grupowa) | QF                                         | przegrana w ćwierćfinale                   |
| SF                                  | przegrana w półfinale        | F                                          | przegrana w finale                                                                  | W                                          | zwycięstwo                                 |
| DNQ                                 | nie zakwalifikował/a się     | A                                          | nie brał/a udziału                                                                  | WD                                         | zrezygnował/a w trakcie turnieju           |
| Legenda oznaczeń w tabelach wyników |                              |                                            |                                                                                     |                                            |                                            |
| NH / Nie roz.                       | NH / Nie roz.                | Turniej nie odbył się.                     | Turniej nie odbył się.                                                              | Turniej nie odbył się.                     | Turniej nie odbył się.                     |
| NR / Nie-rank.                      | NR / Nie-rank.               | Turniej nie był zaliczany jako rankingowy. | Turniej nie był zaliczany jako rankingowy.                                          | Turniej nie był zaliczany jako rankingowy. | Turniej nie był zaliczany jako rankingowy. |
| R / Rank.                           | R / Rank.                    | Turniej był zaliczany jako rankingowy.     | Turniej był zaliczany jako rankingowy.                                              | Turniej był zaliczany jako rankingowy.     | Turniej był zaliczany jako rankingowy.     |
| MR / Minor-Rank.                    | MR / Minor-Rank.             | Turniej był zaliczany jako minor ranking.  | Turniej był zaliczany jako minor ranking.                                           | Turniej był zaliczany jako minor ranking.  | Turniej był zaliczany jako minor ranking.  |